# Harlösa
Harlösa is een plaats in de gemeente Eslöv in Skåne, de zuidelijkste provincie van Zweden. De plaats heeft 742 inwoners (2005) en een oppervlakte van 78 hectare.

## Bevolking in verschillende jaren
| Jaar | Aantal inwoners |
| ---- | --------------- |
| 1990 | 715             |
| 1995 | 733             |
| 2000 | 708             |
| 2005 | 742             |

## Verkeer en vervoer
Bij de plaats loopt de Länsväg 104.